# Errhomus praedictus
Errhomus praedictus är en insektsart som beskrevs av Hamilton och Zack 1999. Errhomus praedictus ingår i släktet Errhomus och familjen dvärgstritar. Inga underarter finns listade i Catalogue of Life.